# پدرو پائولو دا سیلوا
پدرو پائولو دا سیلوا (به پرتغالی: Pedro Paulo da Silva) مهاجم اهل برزیل است که در شهر Datas و در تاریخ ۲۹ ژوئن ۱۹۸۵ به دنیا آمده‌است.
پدرو پائولو دا سیلوا در تیم‌های فوتبال اتلتیکو مینیرو سابقهٔ حضور دارد.